# Sergentomyia diapagai
Sergentomyia diapagai är en tvåvingeart som först beskrevs av Emile Abonnenc 1962.  Sergentomyia diapagai ingår i släktet Sergentomyia och familjen fjärilsmyggor. Inga underarter finns listade i Catalogue of Life.